# Bodsjön (Hassela socken, Hälsingland, 690254-153257)
Bodsjön är en sjö i Nordanstigs kommun i Hälsingland och ingår i Harmångersåns huvudavrinningsområde. Sjön är 12 meter djup, har en yta på 0,576 kvadratkilometer och är belägen 376 meter över havet. Sjön avvattnas av vattendraget Hebbersån.

## Delavrinningsområde
Bodsjön ingår i det delavrinningsområde (690256-153381) som SMHI kallar för Mynnar i Häbbersån. Medelhöjden är 381 meter över havet och ytan är 22,28 kvadratkilometer. Det finns inga avrinningsområden uppströms utan avrinningsområdet är högsta punkten. Hebbersån som avvattnar avrinningsområdet har biflödesordning 4, vilket innebär att vattnet flödar genom totalt 4 vattendrag innan det når havet efter 87 kilometer. Avrinningsområdet består mestadels av skog (84 procent). Avrinningsområdet har 0,84 kvadratkilometer vattenytor vilket ger det en sjöprocent på 3,8 procent.